# Episodi di Guardiani della Galassia (prima stagione)
La prima stagione della serie animata Guardiani della Galassia, composta da 5 episodi introduttivi e 26 episodi, è stata trasmessa negli Stati Uniti sull'emittente televisiva Disney XD dal 1º agosto 2015 al 17 dicembre 2016. In Italia è stata trasmessa sull'emittente televisiva Disney XD dal 7 marzo 2016 al 5 gennaio 2017. 
| nº                                                           | Titolo originale                                             | Titolo italiano                                              | Prima TV USA                                                 | Prima TV Italia                                              | Cod. prod.                                                   |
| Episodi introduttivi (Guardiani della Galassia - Le origini) | Episodi introduttivi (Guardiani della Galassia - Le origini) | Episodi introduttivi (Guardiani della Galassia - Le origini) | Episodi introduttivi (Guardiani della Galassia - Le origini) | Episodi introduttivi (Guardiani della Galassia - Le origini) | Episodi introduttivi (Guardiani della Galassia - Le origini) |
| ------------------------------------------------------------ | ------------------------------------------------------------ | ------------------------------------------------------------ | ------------------------------------------------------------ | ------------------------------------------------------------ | ------------------------------------------------------------ |
| 1                                                            | Star-Lord                                                    | Star-Lord                                                    | 1º agosto 2015                                               | 2017                                                         | N.D.                                                         |
| 2                                                            | Groot                                                        | Groot                                                        | 8 agosto 2015                                                | 2017                                                         | N.D.                                                         |
| 3                                                            | Rocket Raccoon                                               | Rocket Raccoon                                               | 15 agosto 2015                                               | 2017                                                         | N.D.                                                         |
| 4                                                            | Drax                                                         | Drax                                                         | 22 agosto 2015                                               | 2017                                                         | N.D.                                                         |
| 5                                                            | Gamora                                                       | Gamora                                                       | 29 agosto 2015                                               | 2017                                                         | N.D.                                                         |
| Prima stagione                                               |                                                              |                                                              |                                                              |                                                              |                                                              |
| 1                                                            | Road to Knowhere                                             | Verso Nowhere                                                | 5 settembre 2015                                             | 7 marzo 2016                                                 | 101                                                          |
| 2                                                            | Knowhere to Run                                              | Fuga da Nowhere                                              | 26 settembre 2015                                            | 7 marzo 2016                                                 | 102                                                          |
| 3                                                            | One in a Million You                                         | Unico nel tuo genere                                         | 3 ottobre 2015                                               | 14 marzo 2016                                                | 103                                                          |
| 4                                                            | Take the Milano and Run                                      | Prendi la Milano e scappa                                    | 10 ottobre 2015                                              | 21 marzo 2016                                                | 104                                                          |
| 5                                                            | Can't Fight This Seedling                                    | Una muffa pericolosa                                         | 17 ottobre 2015                                              | 28 marzo 2016                                                | 105                                                          |
| 6                                                            | Undercover Angle                                             | Sotto copertura                                              | 24 ottobre 2015                                              | 4 aprile 2016                                                | 106                                                          |
| 7                                                            | The Backstabbers                                             | I traditori                                                  | 7 novembre 2015                                              | 11 aprile 2016                                               | 107                                                          |
| 8                                                            | Hitchin' a Ride                                              | Sotto a chi tocca                                            | 14 novembre 2015                                             | 18 aprile 2016                                               | 108                                                          |
| 9                                                            | We Are Family                                                | Siamo una famiglia                                           | 21 novembre 2015                                             | 25 aprile 2016                                               | 109                                                          |
| 10                                                           | Bad Moon Rising                                              | Sorge una luna cattiva                                       | 28 novembre 2015                                             | 2 maggio 2016                                                | 110                                                          |
| 11                                                           | Space Cowboys                                                | Cowboy dello spazio                                          | 21 febbraio 2016                                             | 9 maggio 2016                                                | 111                                                          |
| 12                                                           | Crystal Blue Persuasion                                      | Persuasione cristallina                                      | 28 febbraio 2016                                             | 16 maggio 2016                                               | 112                                                          |
| 13                                                           | Stuck in the Metal With You                                  | L'armatura Asgardiana                                        | 6 marzo 2016                                                 | 23 dicembre 2016                                             | 114                                                          |
| 14                                                           | Don't Stop Believin'                                         | Non smettere di credere                                      | 13 marzo 2016                                                | 24 dicembre 2016                                             | 115                                                          |
| 15                                                           | Accidents Will Happen                                        | Saranno guai                                                 | 20 marzo 2016                                                | 25 dicembre 2016                                             | 116                                                          |
| 16                                                           | We Are the World Tree                                        | L'albero della vita                                          | 27 marzo 2016                                                | 26 dicembre 2016                                             | 117                                                          |
| 17                                                           | Come and Gut Your Love                                       | Vieni a picchiare il tuo amore                               | 3 aprile 2016                                                | 27 dicembre 2016                                             | 118                                                          |
| 18                                                           | Asgard War: Part 1 - Lightnin' Strikes                       | La guerra di Asgard (prima parte) - Il fulmine colpisce      | 10 aprile 2016                                               | 28 dicembre 2016                                             | 119                                                          |
| 19                                                           | Asgard War: Part 2 - Rescue Me                               | La guerra di Asgard (seconda parte) - Salvatemi              | 17 aprile 2016                                               | 29 dicembre 2016                                             | 120                                                          |
| 20                                                           | Fox on the Run                                               | Volpe in fuga                                                | 26 giugno 2016                                               | 30 dicembre 2016                                             | 122                                                          |
| 21                                                           | Inhuman Touch                                                | Tocco Inumano                                                | 3 luglio 2016                                                | 31 dicembre 2016                                             | 123                                                          |
| 22                                                           | Welcome Back                                                 | Bentornato                                                   | 10 luglio 2016                                               | 1 gennaio 2017                                               | 124                                                          |
| 23                                                           | I've Been Searching So Long                                  | Lo cerco da tanto tempo                                      | 17 luglio 2016                                               | 2 gennaio 2017                                               | 125                                                          |
| 24                                                           | I Feel the Earth Move                                        | Sento la terra che si muove                                  | 24 luglio 2016                                               | 3 gennaio 2017                                               | 126                                                          |
| 25                                                           | Won't Get Fooled Again                                       | Dolcetto o scherzetto                                        | 2 ottobre 2016                                               | 4 gennaio 2017                                               | 113                                                          |
| 26                                                           | Jingle Bell Rock                                             | Canto di Natale                                              | 17 dicembre 2016                                             | 5 gennaio 2017                                               | 121                                                          |

## Episodi introduttivi (Guardiani della Galassia - Le origini)
- Titolo originale: Guardians of the Galaxy: The origins

### Star-Lord
Un giovane Star-Lord incontra i Ravager guidati da Yondu dopo che lo hanno rapito.

### Groot
Viene raccontata la storia del vecchio pianeta natale di Groot che fu decimata da Ronan l'accusatore.

### Rocket Raccoon
Un gruppo di robot su Halfworld fa degli esperimenti su un semplice procione per migliorarlo e diventa Rocket Raccoon.  Racconta anche come ha incontrato Groot.

### Drax
Viene svelato come Drax il Distruttore sia finito sotto la custodia della Nova Corps dopo aver salvato alcuni prigionieri da Ronan l'accusatore.

### Gamora
Gamora viene liberata dal controllo di Thanos mentre è in missione con gli altri servi di Thanos conosciuti come Nebula e Korath il persecutore.

## Verso Nowhere
- Titolo originale: Road to Knowhere
- Diretto da: Leo Riley
- Scritto da: Marty Isenberg

### Trama
I Guardiani della Galassia (Star-Lord, Gamora, Drax il distruttore, Rocket Racoon e Groot), dopo essere stati considerati eroi per aver salvato l'intero universo, rubano un piccolo ma potente artefatto: il Cubo cosmico, dove è segnata una misteriosa mappa verso una potente Gemma dell'infinito: il Seme cosmico. Ora i guardiani dovranno trovare il Seme prima che i temibili nemici possano impossessarsene, come il potente Thanos e i suoi malvagi servitori: Ronan l'accusatore, Nebula e Korath e anche affrontare Yondu Udonta e la sua banda di Ravagers.
Star-Lord guida i suoi compagni di squadra, Gamora, Drax il distruttore, Rocket Raccoon e Groot nell'incursione in una prigione aliena per la primavera di Yondu. Apprendono da lui che Korath il persecutore ha un artefatto di Spartax chiamato Cripto-Cubo che ha intenzione di dare a Thanos. Dopo aver ottenuto il manufatto da Korath, i Guardiani della Galassia si dirigono verso Nowhere (una colonia nella testa mozzata di un Celestiale). Mentre Drax, Rocket Raccoon e Groot (nella sua forma di ramoscello) incontrano Cosmo, un cane superevoluto dotato di poteri psichici (che è il capo della sicurezza di Nowhere), Star-Lord apprende da un broker alieno che fa parte di Spartax. Quando il gruppo di Korath e i Ravager di Yondu attaccano i Guardiani della Galassia per rivendicare l'artefatto di Spartax, Nowhere inizia a prendere vita e intrappolare tutti.
- Ascolti USA: telespettatori 390 000[2]
- Musiche: Hooked on a Feeling di Blue Swede e Funk#49 di James Gang

## Fuga da Nowhere
- Titolo originale: Knowhere to Run
- Diretto da: Leo Riley
- Scritto da: Marty Isenberg

### Trama
Dopo che il Seme Cosmico fece risvegliare brevemente Nowhere e Groot venne sopraffatto dalle sue energie, Korath rapisce Star-Lord e Gamora per costringere Star-Lord ad aprirgli la scatola usando un parassita che fa rivivere a Gamora i suoi peccati. In seguito al salvataggio di Star-Lord e Gamora, Thanos guida la sua flotta ad attaccare Nowhere per reclamare la scatola del Seme Cosmico. Mentre Star-Lord usa il Continuum Cortex di Nowhere per combattere la flotta di Thanos, Groot aiuta Drax a combattere Thanos. Alla fine, Cosmo utilizza la tecnologia di Nowhere per trasportare i Guardiani della Galassia e Nowhere in una galassia lontana. Dopo aver lasciato Nowhere, Star-Lord scopre che la scatola del Seme Cosmico è una mappa per trovare il Seme Cosmico.
- Ascolti USA: telespettatori 514 000[3]
- Musica: Drift Away di Dobie Gray

## Unico nel tuo genere
- Titolo originale:One in a Million You
- Diretto da: James Yang
- Scritto da: Steven Melching

### Trama
Dopo un combattimento con un drago noto come Fin Fang Foom, la Milano viene distrutta e i Guardiani chiedono aiuto al Collezionista, che dice che li aiuterà se gli daranno Rocket come aiutante. In realtà, il Collezionista vuole Rocket solo per imprigionarlo come pezzo da collezione nel suo museo.
- Musica: Walk Away di James Gang

## Prendi la Milano e scappa
- Titolo originale: Take the Milano and Run
- Diretto da: Jeff Wamester
- Scritto da: Andrew R. Robinson

### Trama
Il Cubo cosmico porta i Guardiani su Congaption, e li incontrano il Gran Maestro, che vuole far lottare Drax in uno scontro con Gamora nell'arena dei gladiatori.
- Musica: The Boys Are Back in Town di Thin Lizzy

## Una muffa pericolosa
- Titolo originale: Can't Fight This Seedling
- Diretto da: James Yang
- Scritto da: David McDermott

### Trama
Dopo essere fuggiti dal Gran Maestro su Congaption, I Guardiani si avventurano in una foresta per chiedere l'aiuto di un villaggio vicino ma vengono interrotti dall'arrivo di un agente della Nova Corps di nome Titus, ma Groot viene "imprigionato" in una muffa pericolosa.

## Sotto copertura
- Titolo originale: Undercover Angle
- Diretto da: Jeff Wamester
- Scritto da: Marsha F. Griffin

### Trama
Infiltrati nella Nova Corps, i Guardiani scoprono attraverso un canale segreto che in realtà Titus lavora per una misteriosa cospirazione chiamata L'Ordine Nero.
 Nota: Drax in questo episodio urla l'urlo di Wilhelm.

## I traditori
- Titolo originale: The Backstabbers
- Diretto da: James Yang
- Scritto da: Andrew R. Robinson

### Trama
I Guardiani, sotto suggerimento di Gamora, decidono di andare su Xandar, alla ricerca del Seme cosmico. In realtà, Gamora decide di andare su Xandar per incontrarsi segretamente con Korath e Nebula.

## Sotto a chi tocca
- Titolo originale: Hitchin' a Ride
- Diretto da: Jeff Wamester
- Scritto da: David McDermott

### Trama
I Guardiani, dopo una lotta contro Yondu Udonta e i suoi Ravagers, decidono di entrare in un vecchio nascondiglio dei Ravagers. Li, Groot fa conoscenza di una misteriosa creatura nera. Tornati sulla Milano, Groot cattura Star-Lord, Gamora e Drax, e si scopre che in realtà un simbionte aveva preso il possesso di Groot, e l'unico a trovare una soluzione sarà Rocket.
- Musica: Shake Your Groove Thing di Peaches & Herb

## Siamo una famiglia
- Titolo originale: We Are Family
- Diretto da: James Yang
- Scritto da: Steven Melching

### Trama
Rocket Raccoon e Groot vengono rapiti e riportati nel suo pianeta natale Halfworld. Rocket scopre che tutta la vita animale, compresa la sua famiglia, è stata migliorata tanto quanto lui. Quando il resto dei Guardiani della Galassia arrivano su Half World, finiscono per aiutare Rocket Raccoon a combattere la tartaruga evoluta Pyko che guida i suoi compagni che non sono altro che creature evolute: Ranger (che è il fratello di Rocket Raccoon), Blackjack O'Hare (una lepre evoluta) e Wal Rus (un tricheco evoluto) in una ribellione contro i robot di Halfworld che li hanno evoluti.
- Musica: Funk Funk di Cameo

## Sorge una luna cattiva
- Tir originale: Bad Moon Rising
- Diretto da: Jeff Wamester
- Scritto da: Matt Wayne

### Trama
Mentre i guardiani sono alla ricerca del Seme cosmico, atterrano su una luna chiamata Mandala .Li i Guardiani, non sanno più chi sono, tranne Star-Lord, ed i Guardiani devono collaborare tra loro, soprattutto perché Nebula ha usato i poteri di Mandala per far risorgere Ronan l'accusatore, che lo ha potenziato affinché riesca a sconfiggere i Guardiani.
- Musica: Joy to the World di Three Dog Night

## Cowboy dello spazio
- Titolo originale: Space Cowboys
- Diretto da: James Yang
- Scritto da: Mairghread Scott

### Trama
Dopo essere scampati a una pioggia di meteore, i Guardiani devono lavorare ancora una volta per il Collezionista, per portare i Moomba (simili a delle mucche) a suo fratello, il Gran Maestro, su Congaption. In realtà i Guardiani scoprono di essere stati ingannati dal Collezionista, perché quei Moomba sono in realtà della bombe, che faranno esplodere il Gran Maestro e congaption.

## Persuasione cristallina
- Titolo originale: Crystal Blue Persuasion
- Diretto da: Jeff Wamester
- Scritto da: David McDermott

### Trama
Il Cubo cosmico porta i Guardiani su Attilan, la capitale degli inumani, per salvare la razza inumana da una piaga di cristalli, e impedire al folle Maximus, che insieme a Ronan ha fatto un patto, di distruggere Attilan.

## L'armatura Asgardiana
- Titolo originale: Stuck in the Metal With You
- Diretto da: Jeff Wamester
- Scritto da: Todd Garfield

### Trama
Durante uno scontro con l'ordine oscuro, Rocket trova il corpo del Distruttore Asgardiano, che riesce a sconfiggere l'Ordine Nero.

## Non smettere di credere
- Titolo originale: Don't Stop Believin
- Diretto da: James Yang
- Scritto da: Steven Melching

### Trama
Mentre stanno cercando informazioni sul Distruttore, Star-Lord scompare e atterra su Spartax, e insegue una creatura di nome Mantis.

## Saranno guai
- Titolo originale: Accidents Will Happen
- Diretto da: Jeff Wamester
- Scritto da: David McDermott

### Trama
Dopo aver ritrovato suo padre J'Son, Star-Lord ora diventato il principe di Spartax, deve tornare con i suoi amici per impedire a Ronan e a Nebula di usare la loro arma contro Xandar.

## L'albero della vita
- Titolo originale: We Are the World Tree
- Diretto da: James Yang
- Scritto da: Mairghread Scott

### Trama
I Guardiani si avventurano su Asgard per cercare informazioni segrete su Loki.

## Vieni a picchiare il tuo amore
- Titolo originale: Come and Gut Your Love
- Diretto da: Jeff Wamester
- Scritto da: Eric Karten

### Trama
Star-Lord scompare, perché è stato catturato dalle sue ragazze che vogliono ucciderlo per cercare vendetta.
- Musica: I Will Survive di Gloria Gaynor

## La guerra di Asgard (prima parte) - Il fulmine colpisce
- Titolo originale: Asgard War, Part 1: Lightnin' Strikes
- Diretto da: James Yang
- Scritto da: Marsha Griffin

### Trama
Dopo aver scoperto l'identità di suo padre e di Loki, inizia una guerra contro i spartaxiani e gli asgardiani.

## La guerra di Asgard (seconda parte) - Salvatemi
- Titolo originale: Asgard War, Part 2: Rescue Me
- Diretto da: Jeff Wamester
- Scritto da: Steven Melching

### Trama
Star-Lord viene catturato da Thanos, e così i Guardiani devono convincere gli spartaxiani e gli asgardiani ad unirsi per salvare Star-Lord e porre fine alla guerra.
- Musica: Rocky Mountain Way di Joe Walsh

## Volpe in fuga
- Titolo originale: Fox on the Run
- Diretto da: Jeff Wamester
- Scritto da: Mairghread Scott

### Trama
Gamora viene catturata e portata su Congaption da Ronan e Nebula che si sono alleati con il Gran Maestro per affrontare i suoi fantasmi del passato. Intanto i Guardiani elaborano un piano per salvarla.
 Nota:  alla fine dei titoli di coda, c'è un messaggio che dice: "La Marvel riconosce l'assistenza della sovvenzione alla produzione cinematografica del governo della Nuova Zelanda".
- Musica: Fox on the Run di Sweet

## Tocco Inumano
- Titolo originale: Inhuman Touch
- Diretto da: James Yang
- Scritto da: David McDermott

### Trama
I Guardiani della Galassia ritornano su Attilan per chiedere a Maximus ciò che sa sul seme cosmico, ma restano nuovamente ingannati dall'inumano pazzo.

## Bentornato
- Titolo originale: Welcome Back
- Diretto da: Jeff Wamester
- Scritto da: Marsha Griffin

### Trama
Dopo aver avuto informazioni da Maximus, i Guardiani hanno finalmente scoperto dove si nasconde il seme cosmico: la Terra, ma vengono interrotti dall'arrivo di Ronan, Nebula e Korath.
- Musica: It's A Wonderful Day di Kirby Krackle

## Lo cerco da tanto tempo
- Titolo originale: I've Been Searching So Long
- Diretto da: James Yang
- Scritto da: Steven Melching

### Trama
I Guardiani lottano un'ultima volta per finalmente ottenere il Seme cosmico.
- Musica: So You Are A Star di Hudson Brothers

## Sento la terra che si muove
- Titolo originale: I Feel the Earth Move
- Diretto da: Jeff Wamester
- Scritto da: Marty Isenberg

### Trama
Ora che Thanos ha il Seme Cosmico, prende il controllo della Terra e la plasma nella sua personale arma planetaria di distruzione di massa. I Guardiani della Galassia devono lavorare per recuperare il Seme Cosmico da Thanos anche quando Ronan l'accusatore e Nebula progettano di sbarazzarsi di Thanos per poi usare i suoi piani per distruggere la Terra.
- Ascolti USA: telespettatori 379 000[4]
- Musica: Don't Stop Me Now di Queen

## Dolcetto o scherzetto
- Titolo originale: Won't Get Fooled Again
- Diretto da: James Yang
- Scritto da: Henry Gilroy

### Trama
I Guardiani della Galassia scoprono che Yondu e quattro dei suoi Ravager li stanno impersonando al fine di ingannare le vittime ignare di Allagamondo dove scatenano una bestia chiamata Droom, che prima hanno idratato, per poi poterlo combattere e disidratarlo mentre derubano le loro case. Quando si tratta dell'ultima rapina, Droom furioso ingoia Star-Lord e Yondu. Mentre Star-Lord e Yondu lavorano per uscire da Droom, il resto dei Guardiani della Galassia e i Ravager devono lavorare per sottomettere Droom.
- Ascolti USA: telespettatori 398[5]
- Musica: Gotta Get Back di Kirby Krackle

## Canto di Natale
- Titolo originale: Jingle Bell Rock
- Diretto da: James Yang
- Scritto da: Grant Moran

### Trama
Dopo aver catturato il fuggitivo kallusiano Altru su Nowhere, i Guardiani della Galassia vengono a conoscenza del fatto che Star-Lord vuole celebrare il Natale grazie a Cosmo che ha letto la sua mente e la sua brutta esperienza natalizia con i Ravager. Quando scoprono che il loro datore di lavoro non è altro che un despota di nome Neeza e si rendono conto che Altru aveva ragione (aveva precedentemente cercato di avvisare i Guardiani) su di lui, i Guardiani della Galassia prendono una pagina del canto di Natale per rimettere in sesto il superstizioso Neeza ed aiutare i civili di Kallus regalando loro il bottino di Neeza e facendoli così uscire dalla povertà.
- Ascolti USA: telespettatori 296 000[6]